# フィリップ・ヘンリー・キューネン
フィリップ・ヘンリー・キューネン（Philip Henry Kuenen、1902年7月22日 - 1976年12月17日）は、オランダの地質学者。乱泥流（混濁流）の概念を提唱し、1950-60年代の海洋研究に新局面を開いたことで知られる。

## 人物
スコットランドのダンディーに生まれた。父親は物理学者であった。ライデン大学でカール・マルティンやベレンデ・エッシャーのもとで地質学を学んだ。1925年にエッシャーの助手となり、古生物学、実験地質学の研究を行った。
1929年から1930年の間、インドネシアのスンダ列島付近の海洋調査を行ったスネリウス探検に参加した。1934年にフローニンゲン大学の講師となった。オランダ政府がフローニンゲン大学では地質学を主要な学科としなかったので研究に専念できた。イギリス出身であったので、教授となったのは第二次世界大戦でドイツのオランダ占領が終わった後の1946年である。
海洋地質学の研究と著書で知られる。堆積や海洋水の循環の地球化学的計算や海洋面変動の研究、大陸の斜面部の堆積粒子、特にタービダイト（turbidite：混濁流堆積物）の形状などの分野に貢献した。

## 受賞歴
- 1961年: ペンローズ・メダル （アメリカ地質学会）
- 1970年: ウォラストン・メダル（ロンドン地質学会）

## 著書
- 1937-1942: Scientific results of the Snellius Expedition in the eastern part of the Netherlands East Indies, 1929-1930. ca. 700 S., E.J. Brill
- 1950: Marine geology. 568  S., Wiley, New York
- 1952: Turbidity currents, graded and non-graded deposits. Journal of Sedimentary Research, Bd. 22, S. 83 - 96 (mit Henry William Menard)
- 1953: Graded bedding, with observations on lower Paleozoic rocks of Britain. Verhandelingen der Koninklijke Nederlandse Akademie van Wetenschappen, Afdeeling Natuurkunde, 1. reeks, deel 20, no. 3, 47 S.
- 1959: Sand – its origin, transportation, abrasion, and accumulation. Alexander L. du Toit memorial lectures, Nr. 6, 33 S.